# Aspermont (Texas)
Aspermont ist eine Stadt und Sitz der County-Verwaltung (County Seat) des Stonewall County im US-Bundesstaat Texas in den Vereinigten Staaten. Das U.S. Census Bureau hat bei der Volkszählung 2020 eine Einwohnerzahl von 789 ermittelt.

## Geographie
Die Stadt liegt im mittleren Nordwesten von Texas, etwa 380 km westlich von Dallas, wo der Highway 380 und der Highway 83, sowie die Landstraßen 610, 2211 und 1263 zusammentreffen und hat eine Gesamtfläche von 5,4 km2 ohne nennenswerte Wasserfläche.

## Geschichte
Gegründet wurde die Ansiedlung 1889 durch A. L. Rhomberg, der der Siedlung den Namen gab (Aspermont bedeutet (lat.) 'rauer Berg') und das Land zur Verfügung stellte. Ob Rhomberg etwas mit den Besitzern der Ruine Neu-Aspermont im Kanton Graubünden in der Schweiz zu tun hat, ist unsicher, aber durchaus denkbar.
Noch im Gründungsjahr wurde das erste Postbüro eröffnet. 1898 lebten hier bereits 250 Menschen und die kleine Stadt wurde zur Bezirkshauptstadt gewählt. 1910 waren es 600 Menschen. Bis 1920 fiel die Bevölkerung auf 436 Personen. Dank der Erdölfunde stieg die Einwohnerzahl bis 1940 auf 1041 Einwohner.

## Demographie
Das durchschnittliche Einkommen eines Haushalts liegt bei 25.893 USD, das durchschnittliche Einkommen einer Familie bei 31.172 USD. Männer haben ein durchschnittliches Einkommen von 24.904 USD gegenüber den Frauen mit durchschnittlich 13.971 USD. Das Pro-Kopf-Einkommen liegt bei 14.060 USD. 22,3 % der Einwohner und 17,1 % der Familien leben unterhalb der Armutsgrenze.
23,4 % der Einwohner sind unter 18 Jahre alt und auf 100 Frauen ab 18 Jahren und darüber kommen statistisch 81,0 Männer. Das Durchschnittsalter beträgt 41 Jahre (Stand: 2000).